# Авакян, Андраник Осипович
Андраник Осипович Авакян (1896—1979) — советский политический деятель, депутат Верховного Совета СССР 1-го созыва (1938—1947).

## Биография
Родился 1896 году в г. Шуша Шушинского уезда Елисаветпольской губернии Российской империи. С 1914 года участвовал в революционных движениях. Основатель молодёжного марксистского кружка в г. Шуша. В 1917 году вступил в коммунистическую партию. С 1921 года по 1924 год партийный работник Шуши. С 1925 года по 1930 года работал в обкоме. В 1936 году окончил Московский институт химического машиностроения. С 1937 года по 1940 год партийный работник Московской области. В 1938 году был избран депутатом Верховного Совета РСФСР I созыва от Московской области. Был делегатом XVIII съезда ВКП(б), который проходил в Москве 10—21 марта 1939 года. Умер в 1979 году.